# Sisowath Youtevong

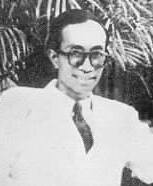
Sisowath Youtevong

Prins Sisowath Youtevong (Oudong 1913 - Phnom Penh 17 juli 1947) was een Cambodjaans politicus, intellectueel en wiskundige. Van 15 december 1946 tot zijn dood op 17 juli 1947 was hij premier van Cambodja.

## Biografie
Hij was de zoon van prins Chamraengvongs (1870-1916) en prinses Sisowath Yubhiphan (1877-1967) - kleindochter van koning Sisowath - en studeerde aan het lyceum van Saigon, Frans-Indochina en de Universiteit van Montpellier waar hij een doctorstitel in de natuurwetenschappen behaalde (1941). In Frankrijk sloot hij zich aan bij de socialistische partij en trouwde hij met een Française. Na meer dan een tiental jaren in Frankrijk te hebben gewoond en gestudeerd vestigde hij zich weer in Cambodja.
In 1946 was hij betrokken bij de oprichting van de linksgeoriënteerde Democratische Partij (PD) en werd gekozen tot eerste leider van die partij. De partij streefde naar een constitutionele monarchie met beperkte invloed van de koning en een democratisch parlementair systeem naar Frans model. Bij de verkiezingen voor de constituante in 1946 werd de PD veruit de grootste partij en Youtevong werd minister-president van een door democraten gedomineerde regering (15 december 1946) Youtevong nam ook de portefeuille van Binnenlandse Zaken op zich. Hij was de belangrijkste auteur van de grondwet van 1947 en wordt daarom gezien als de "vader van de Cambodjaanse democratie."
Prins Sisowath Youtevong overleed op 17 juli 1947 in Phnom Penh aan de gevolgen van een koortsaanval als gevolg van malaria. Hij was 34 jaar oud. Als premier en partijleider werd hij opgevolgd door prins Sisowath Watchayavong.